# Улица Василия Тютюнника (Киев)
Улица Василия Тютюнника — улица в Печерском районе города Киева, местности Новая Застройка, Черепанова гора, Сапёрное поле. Проходит от Деловой улицы в улице Академика Филатова.
Примыкают улицы Ивана Федорова, Лабораторная, Лабораторный переулок, Евгения Коновальца, Новопечерский переулок, улицы Ежи Гедройца и Ковпака. Улица Василия Тютюнника между улицей Евгения Коновальца и Новопечерским переулком прервана другой застройкой.

## История
Улица возникла в 1830—40-х годах на так называемом Военном пути, соединявшего Новую Застройку с Саперной Слободкой. Начала заселяться в середине XIX века. Вместе с нынешней Эспланадной улицей составляла единую улицу и называлась Прозоровская. Название произошло от фамилии фельдмаршала князя Александра Прозоровского. В 1930-е годы в результате строительства стадиона (НСК «Олимпийский», в прошлом — Красный, впоследствии им. Н. С. Хрущева, позже — Республиканский стадион) в промежутке между улицами Саксаганского и Деловой образовался разрыв в Прозоровская улице. Название Прозоровская улица была утверждена 1944 года.
С 1950-х по 2018 годы называлась улица Анри Барбюса, в честь французского писателя Анри Барбюса.
Современное название, в честь украинского военного деятеля, командующего Действующей армии УНР в 1919 году Василия Тютюнника — с 2018 года.

## Застройка
Первоначальная застройка времён Российской империи почти полностью утрачена. Единственный представитель застройки того времени — дом № 20. Несколько больше сохранилось сооружений 1930-х годов — дома № 5 и 5-А, № 13, № 28 (бывший детский сад), № 32 (здание на территории завода "Радар ") и № 39/2 — здания хлебозавода № 4 (построены в 1932 году, в 1970-х годах достроены новые административные и производственные сооружения).
Среди значительных сооружений, которые были разрушены, стоит отметить типографию «Пресса Украины» (№ 52/2). Предприятие занимало площадь в 3,2 га, занимало весь квартал между улицами Василия Тютюнника, Филатова, Ковпака. Первые сооружения были построены в 1930-х гг., В 1960-70-х гг. Была полностью перестроена. После 1991 года принадлежало Государственному управлению делами . Состояло из трёх корпусов — главный и два газетных, склады бумаги, мастерские и прочее. Типографию разрушили в январе 2013 года для строительства жилого комплекса «Французский квартал».
На улице преобладает жилая застройка 1970—2010-х годов, промышленная застройка 1930—1960-х годов.

## Учреждения
- Киевский университет славистики (д. № 9), негосударственный вуз IV уровня аккредитиции.
- Колледж геологоразведочных технологий (бывш. Киевский геологоразведочный техникум) (д. № девятый)
- Президиум НПО Украинского общества охраны природы.